# Easter Road Stadium
Easter Road – stadion piłkarski w Edynburgu, Wielka Brytania. Na tym mogącym pomieścić 17 536 widzów obiekcie swoje mecze rozgrywa zespół Hibernian F.C.

## Historia
Inauguracja stadionu odbyła się 1892, kiedy to zespół przeniósł się z Hibernian Park, użytkowanego w latach 1880–1891.
Najlepszy okres w historii klubu przypadł na lata 40. i 50., kiedy to Hibees święcili swoje największe triumfy. Był to również okres przebudowy stadionu, dzięki której mógł on pomieścić 60 000 widzów. To właśnie w trakcie sezonu 1949/50 został ustanowiony rekord frekwencji obiektu. 2 stycznia 1950 derby Edynburga przeciwko Hearts obejrzało 65 860 osób.
Po katastrofach na Ibrox Park w 1971 oraz na Hillsborough w 1989, pojemność Easter Road, tak jak wielu innych stadionów Scottish Premier League, została ograniczona. Ponadto likwidacji uległy sektory stojące, które w całości zostały zastąpione przez krzesełka.
W 1995 przystąpiono do największej przebudowy obiektu w jego historii. Dotychczas bowiem, stadion składał się jedynie z dwóch trybun – "The West Stand" oraz "The East Stand". W 1995 dodano kolejne dwie trybuny, które pobudowano za obiema bramkami. Północna zyskała nazwę "The Famous Five Stand", natomiast druga "The South Stand".
Ostatnie prace budowlane, które wpłynęły na obecny wygląd stadionu miały miejsce w 2001. Przebudowa obejmowała wyłącznie trybunę "The West Stand". Stara trybuna została całkowicie wyburzona, a w jej miejsce powstała nowa, zbudowana od podstaw, komponująca się z młodszymi o sześć lat "The Famous Five Stand" oraz "The South Stand". Dzięki budowie "The West Stand" mogącej pomieścić 6500 osób, całkowita pojemność obiektu wzrosła do 17 536 miejsc. Ponadto na stadionie znajduje się również 84 miejsca dla VIP-ów oraz 165 dla dziennikarzy.